# Montevideo Waterworks Company
La Montevideo Waterworks Company Limited fue una compañía británica fundada en 1879, la cual era la encargada del abastecimiento de agua potable en Montevideo, Uruguay.

## Antecedentes
Debido a la enorme dificultad que se encontraban los ciudadanos de Montevideo en materia de acceso al agua potable para consumo propio, el gobierno realiza un llamado a propuestas para contar con un servicio para abastecer de agua potable a la ciudad. Es así que en 1867 el empresario Enrique Fynn recibe la concesión para la distribución de agua potable, como también para la construcción de toda la infraestructura necesaria para suministrar a la ciudad de Montevideo con agua del río Santa Lucía. 

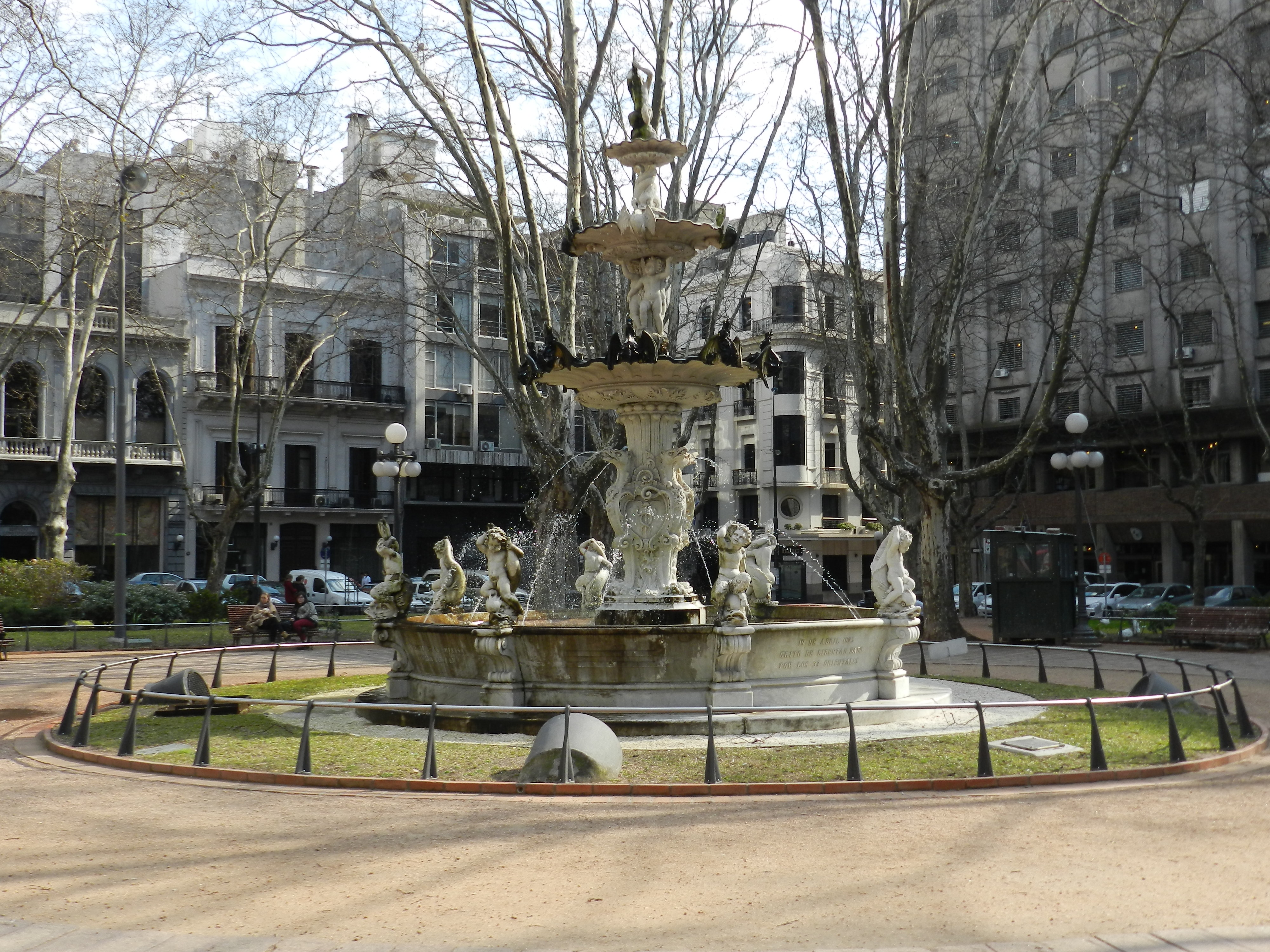
Fuente de la Plaza Constitución en Montevideo

Posteriormente en 1868, con la participación de los empresarios Ambrosio de Lezica y Anacarsis Lanús comenzaría a construirse la primera Usina de Bombeo del país, en la hoy Villa de Aguas Corrientes.
En esos primeros años la distribución de agua se suministraba en condiciones naturales, es decir, sin ningún proceso potabilizador, salvo por la decantación. La primera línea de bombeo recorría 56 km desde Aguas Corrientes hasta la fuente de la Plaza de la Constitución, donde los vecinos podían ir a abastecerse. Sumándose posteriormente la fuente de la Plaza de los Treinta y Tres y donde hoy está el Palacio Legislativo.

## Creación

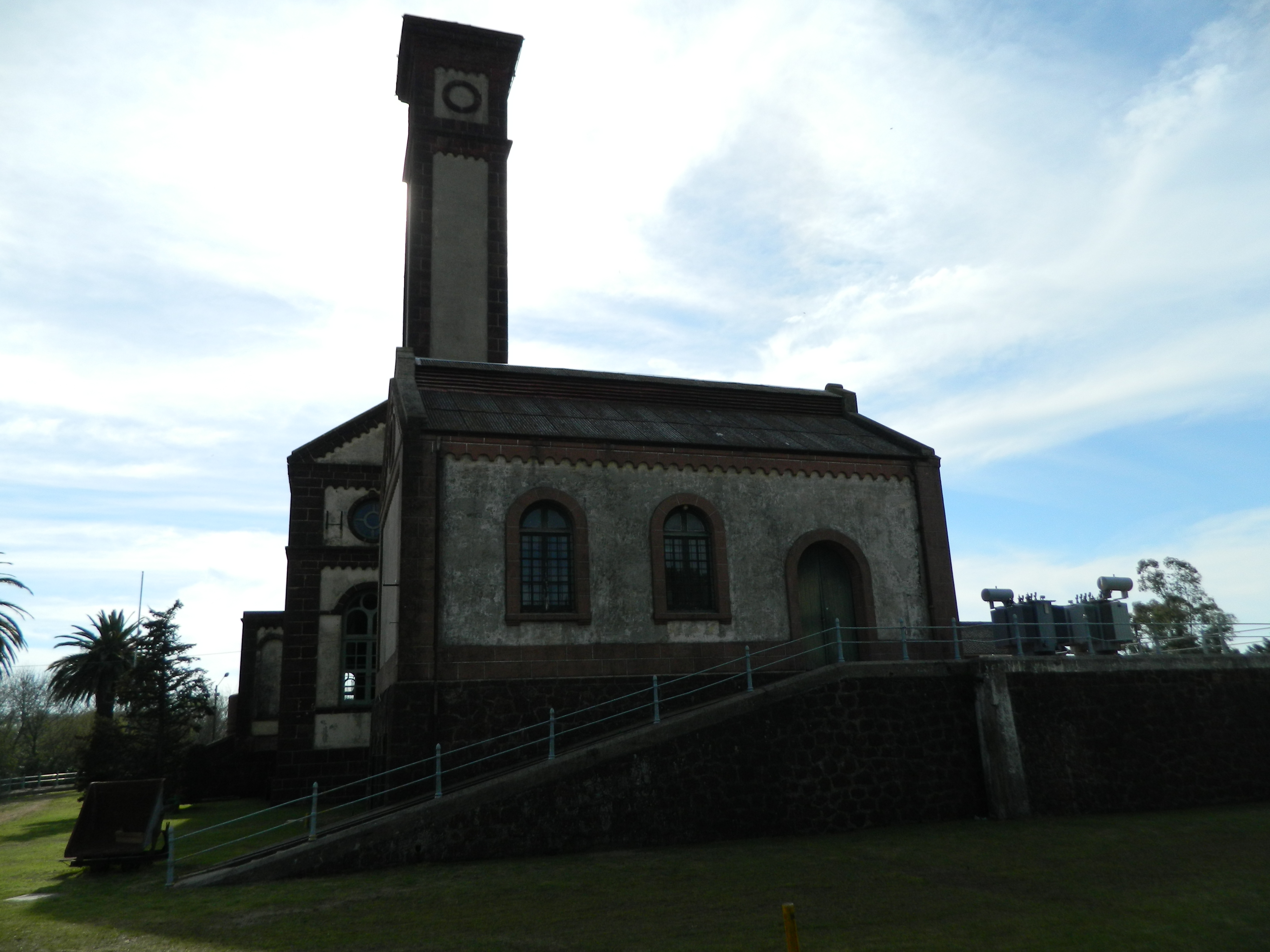
Antigua Usina de Aguas Corrientes

En 1878 la Compañía Aguas Corrientes entrega la concesión del suministro de agua potable a empresarios extranjeros, de alguna forma desnacionalizandose dicho servicio, pasando a manos principalmente británicas. Es así que ese mismo año en Londres, fue creada la Montevideo Waterworks Company.
Dicha compañía adquirió la Usina de Bombeo y toda la infraestructura de la Compañía de Aguas Corrientes. También apostaría en mejorar el  tratamiento de agua, incluyendo procesos de potabilizacion. Pará eso fue necesaria una mejora en toda su infraestructura, como también la construcción de nuevas líneas de bombeo, entendiendo que ahora el agua llegaría a las residencias montevideana. Sin olvidarnos también de la incursión de nuevas tecnologías. 
La llegada de los ingleses a la Villa de Aguas Corrientes, le terminaría de dar origen a dicha ciudad, en la cual también fueron construidas las residencias para los trabajadores y obreros con sus familias. También fue necesaria la construcción de escuelas tanto inglesas como uruguayas. 

## Nacionalización
En 1948 el Estado adquiere a la Montevideo Waterworks Company y la fusiona con la Dirección Nacional de Saneamiento del Ministerio de Obras Públicas. Fusión que culminaría en 1952 con la creación de la Administración de las Obras Sanitarias del Estado, encargada desde ese entonces del abastecimiento de agua potable a todo el territorio nacional, y del saneamiento - con la excepción de Montevideo, ya que este depende únicamente de la Intendencia Departamental. 

## Sede de la Montevideo Waterworks Company
El edificio, que albergaba las oficinas centrales y un almacén, está ubicada en la Ciudad Vieja de Montevideo, sobre las calles Rincón y Zavala. Construido en 1857 y desde 1974 es Monumento Histórico Nacional. Actualmente funciona como sede de una institución financiera.